# Alaskaentomon fjellbergi
Alaskaentomon fjellbergi är en urinsektsart som beskrevs av Josef Nosek 1977. Alaskaentomon fjellbergi ingår i släktet Alaskaentomon och familjen lönntrevfotingar. Inga underarter finns listade i Catalogue of Life.